# Загоруйко, Николай Никифорович
Николай Никифорович Загоруйко (11 января 1924 — 21 августа 2003) — советский военнослужащий, гвардии старший сержант, участник Великой Отечественной войны. Полный кавалер ордена Славы. 
В годы войны — командир расчёта 82-миллиметрового миномёта 175-го гвардейского стрелкового полка 58-й гвардейской стрелковой дивизии 5-й гвардейской армии 1-го Украинского фронта.

## Биография
Родился 11 января 1924 года в селе Петропавловка Купянского района (ныне — Харьковской области, Украина). Окончил 9 классов.
С июня 1942 года по февраль 1943 года находился на временно оккупированной территории. В 1943 года призван в Красную Армию. Участвовал в Харьковской оборонительной операции, боях на Северском Донце. За освобождение города Красноград награждён медалью «За отвагу». В 1944 году принимал участие в освобождении юга Украины.
21 апреля 1944 года за мужество, проявленное в боях с врагом, награждён орденом Славы 3-й степени. В июле 1944 года был переброшен вместе с дивизией на 1-й Украинской фронт. Участвовал в Львовско-Сандомирской наступательной операции. 2 апреля 1945 года награждён орденом Славы 2-й степени. Отличился при прорыве обороны противника в ходе Берлинской операции. 27 июня 1945 года за мужество, отвагу и героизм, проявленные в борьбе с немецко-фашистскими захватчиками, награждён орденом Славы 1-й степени.
Войну закончил в Чехословакии. В 1947 году демобилизован. Почётный железнодорожник. Награждён орденами Отечественной войны 1-й степени, Славы 1-й, 2-й и 3-й степени, медалями. Умер 21 августа 2003 года.